# Reconocimiento internacional de Israel

Israel
Países que reconocen a Israel
Países que se han retractado del reconocimiento
Países que han suspendido o rompieron las relaciones con Israel
Países que nunca han reconocido a Israel

El reconocimiento internacional de Israel se refiere al reconocimiento diplomático de Israel, que fue establecido por la declaración de independencia el 14 de mayo de 1948. Actualmente, 164 de los 193 Estados miembros de la ONU (un 85,4%) reconocen a Israel.

## Historia

Resolución de la Asamblea General de la ONU Plan de las Naciones Unidas para la partición de Palestina

El 29 de noviembre de 1947, la Asamblea General de las Naciones Unidas adoptó una resolución recomendando un Plan de las Naciones Unidas para la partición de Palestina en un Estado árabe y un Estado judío con una moneda común, un mercado común y unas autoridades políticas conjuntas de coordinación. Jerusalén debía convertirse en una ciudad internacional. Al día siguiente empezó la guerra árabe-israelí de 1948. Por la noche, justo antes del final del mandato británico de Palestina que debía terminar en la medianoche entre el 14 y el 15 de mayo de 1948, David Ben-Gurión aceptó la partición y declaró el establecimiento de un Estado judío en la Tierra de Israel que se adoptó el nombre de Israel. Los líderes palestinos y los Estados vecinos árabes se opusieron a cualquier partición del territorio, dado que a los judíos, que eran el 33% de la población y poseían el 6% de la tierra, el plan les otorgaba el 55% del territorio del extinto mandato. En un contexto de guerra civil en el mandato y de expulsión o huida de la población palestina, la Liga Árabe mantenía en un cablegrama:
- los Estados árabes se ven obligados a intervenir para restablecer la ley y el orden y para evitar el derramamiento de sangre.
- el Mandato sobre Palestina ha llegado a su fin, sin dejar ninguna autoridad legalmente constituida.
- la única solución del problema palestino es el establecimiento de un Estado palestino unitario.

En los días siguientes, ejércitos expedicionarios de Egipto, Transjordania, Irak y Siria invadieron en el antiguo territorio del Mandato de una manera “caótica en su concepción y ejecución”.
En la declaración de independencia de Israel se estableció un gobierno provisional para el país; y mientras la guerra árabe-israelí de 1948 todavía estaba en marcha, el gobierno provisional fue reconocido rápidamente por los Estados Unidos como la autoridad de facto de Israel, seguido de Irán (que había votado en contra del plan de partición de la ONU), Guatemala, Islandia, Nicaragua, Rumanía y Uruguay. La Unión Soviética fue el primer país en reconocer a Israel de iure el 17 de mayo de 1948, seguido por Polonia, Checoslovaquia, Yugoslavia, Irlanda y Sudáfrica. Estados Unidos extendió el reconocimiento de iure después de las primeras elecciones en Israel, el 31 de enero de 1949.
El 15 de mayo de 1948, un día después de la declaración de su creación, Israel solicitó ser miembro de las Naciones Unidas, pero la solicitud no fue aceptada por el Consejo de Seguridad de las Naciones Unidas. La segunda solicitud israelí fue rechazada por el Consejo de Seguridad el 17 de diciembre de 1948 por un voto de 5 a favor, 1 en contra y 5 abstenciones. Siria fue el único voto en contra, los EE. UU., Argentina, Colombia, la Unión Soviética y Ucrania votaron a favor, y Bélgica, Gran Bretaña, Canadá, China y Francia se abstuvieron. La solicitud volvió a realizarse en 1949, después de las elecciones israelíes. El Consejo de Seguridad votó 9-1 a favor de la adhesión, el 4 de marzo de 1949; Egipto fue el único país que votó no y Gran Bretaña se abstuvo.
El 11 de mayo, la Asamblea General de las Naciones Unidas, cumpliendo con el requisito de una mayoría de dos tercios, aprobó la solicitud de ingreso de Israel en la ONU mediante la Resolución 273 de la Asamblea General de las Naciones Unidas. La votación en la Asamblea General fue de 37 votos a favor por 12 en contra y 9 abstenciones.
Desde 1948 hasta finales de 1960, Israel estableció relaciones diplomáticas con casi todos los países de Europa Occidental, América del Norte y del Sur, así como gran parte de África. Algunos Estados reconocen a Israel como un Estado, pero no tienen relaciones diplomáticas.
Al empezar la Guerra de los Seis Días, con el fin de ejercer presión diplomática y militar adicional sobre Israel, los países árabes productores de petróleo amenazaron con imponer un embargo de petróleo a los países con relaciones internacionales con Israel. Como resultado, muchos países africanos y asiáticos rompieron los lazos con Israel. El 1 de septiembre de 1967, los ocho miembros de la Liga Árabe emitieron la Resolución de Jartum, que incluía una promesa de no reconocer a Israel. Presiones similares se ejercieron después de la guerra de Yom Kipur en 1973. Hay varios países que tenían relaciones diplomáticas con Israel, pero que las han roto o suspendido desde entonces.[cita requerida]
Tras el reconocimiento de Israel y sus negociaciones con la Organización para Liberación de Palestina, muchos países africanos y asiáticos restablecieron las relaciones diplomáticas con Israel. Varios países árabes han reconocido a Israel en las últimas décadas: Egipto en los Acuerdos de Camp David de 1978, Jordania en su tratado de paz con Israel en 1994 y, más recientemente, Emiratos Árabes Unidos, Baréin y Marruecos en el contexto de los llamados Acuerdos de Abraham. Sudán iba a ser también uno de los países que se uniesen a los Acuerdos de Abraham, pero finalmente no lo hizo debido a la inestable situación política del país y sigue sin reconocer oficialmente a Israel. La Santa Sede entró en relaciones diplomáticas con Israel en 1994. Algunos países rompieron relaciones o las suspendieron como consecuencia de la Guerra del Líbano de 2006, mientras que otros, como Bolivia o Colombia, lo hicieron en el contexto de la guerra Israel-Gaza de 2023-2024.
En la actualidad, un total de 28 Estados miembros de las Naciones Unidas no reconocen el Estado de Israel: 15 de los 22 miembros de la Liga Árabe: Argelia, Comoras, Yibuti, Irak, Kuwait, Líbano, Libia, Mauritania, Omán, Catar, Arabia Saudita, Somalia, Siria, Túnez y Yemen; y otros 10 miembros de Organización para la Cooperación Islámica: Afganistán, Bangladés, Brunéi, Indonesia, Irán, Malasia, Maldivas,  Malí, Níger y Pakistán. Otros países que no reconocen a Israel incluyen Cuba, Corea del Norte y Venezuela. En 2002, la Liga Árabe propuso el reconocimiento de Israel por los países árabes a cambio de la retirada israelí de todos los territorios ocupados en 1967, en lo que pasó a conocerse como la Iniciativa de Paz Árabe.
Algunos países que no reconocen a Israel también han cuestionado la legitimidad de Israel. Algunos no aceptan pasaportes israelíes y algunos tampoco aceptan pasaportes de otros países cuya titular tenga un visado israelí respaldado en ella.

## Lista por país
|  | = Estados que no reconocen formalmente a Israel. |
|  | = Estados que han retirado el reconocimiento.    |
|  | = Estados que reconocen a Israel                 |

- La presente lista esta de acuerdo al orden alfabético en inglés.

### Estados miembros de la ONU
|     | Estado                          | Fecha de reconocimiento de facto | Fecha de reconocimiento de jure | Notas |  |
| --- | ------------------------------- | -------------------------------- | ------------------------------- | --- |  |
| —   | Afganistán                      | —                                | —                               | No acepta pasaportes israelíes. |  |
| 1   | Albania                         | —                                | 16 de abril de 1949             | Relaciones diplomáticas establecidas el 20 de agosto de 1991 |  |
| —   | Argelia                         | —                                | —                               | No acepta pasaportes israelíes. |  |
| 2   | Andorra                         | —                                | 13 de abril de 1994             | |  |
| 3   | Angola                          | —                                | 16 de abril de 1992             | Fecha de establecimiento de relaciones diplomáticas |  |
| 4   | Antigua y Barbuda               | —                                | 22 de junio de 1983             | Fecha de establecimiento de relaciones diplomáticas |  |
| 5   | Argentina                       | —                                | 14 de febrero de 1949           | |  |
| 6   | Armenia                         | —                                | 4 de abril de 1992              | Fecha de establecimiento de relaciones diplomáticas |  |
| 7   | Australia                       | —                                | 29 de enero de 1949             | |  |
| 8   | Austria                         | 15 de marzo de 1949              | 08 de mayo de 1956              | Fecha de establecimiento de relaciones diplomáticas. Antes de eso, los dos países mantenían relaciones consulares desde 1950. Las delegaciones fueron elevadas a nivel de embajada en 1959. |  |
| 9   | Azerbaiyán                      | —                                | 7 de abril de 1992              | Fecha de establecimiento de relaciones diplomáticas. |  |
| 10  | Bahamas                         | —                                | 24 de septiembre de 1974        | |  |
| 11  | Baréin                          | —                                | 15 de septiembre de 2020        | Israel mantuvo una misión de representación en Manama a partir de 1996 hasta su cierre en 2000. En octubre de 2009, el Parlamento decidió que cualquier forma de relaciones con Israel o de sus personas (gobierno, empresas o particulares) era ilegal, y prohibió al gobierno establecer relaciones diplomáticas. Relaciones restablecidas desde el 15 de septiembre de 2020 con la firma de los Acuerdos de Abraham: Declaración de paz, cooperación y relaciones diplomáticas y amistosas constructivas. |  |
| —   | Bangladés                       | —                                | —                               | No acepta pasaportes israelíes. |  |
| 12  | Barbados                        | —                                | 29 de agosto de 1967            | Fecha de establecimiento de relaciones diplomáticas |  |
| 13  | Bielorrusia                     | 11 de mayo de 1949               | 26 de mayo de 1992              | Fecha de establecimiento de relaciones diplomáticas |  |
| 14  | Bélgica                         | —                                | 15 de enero de 1950             | |  |
| 15  | Belice                          | —                                | 6 de septiembre de 1984         | Fecha de establecimiento de relaciones diplomáticas |  |
| 16  | Benín                           | —                                | 5 de diciembre de 1961          | Fecha de establecimiento de relaciones diplomáticas. Las Relaciones rompieron en octubre de 1973, y se reanudaron en julio de 1992. |  |
| 17  | Bután                           | —                                | 12 de diciembre de 2020         | |  |
| 18  | Bolivia                         | 22 de febrero de 1949            | 24 de febrero de 1949           | Bolivia rompió relaciones con Israel en enero de 2009. Restauradas en noviembre de 2019. Rotas nuevamente en el marco de la Guerra Israel-Gaza de 2023. |  |
| 19  | Bosnia y Herzegovina            | —                                | 26 de septiembre de 1997        | Fecha de establecimiento de relaciones diplomáticas |  |
| 20  | Botsuana                        | [¿cuándo?]                       | [¿cuándo?]                      | Rompió relaciones en noviembre de 1973, se restauraron en diciembre de 1993. |  |
| 21  | Brasil                          | —                                | 7 de febrero de 1949            | |  |
| —   | Brunéi                          | —                                | —                               | No acepta pasaportes israelíes y los pasaportes de Brunéi no son válidos para viajar a Israel |  |
| 22  | Bulgaria                        | —                                | 4 de diciembre de 1948          | Las Relaciones rompieron el 10 de junio de 1967 y restauraron el 3 de mayo de 1990. |  |
| 23  | Burkina Faso                    | —                                | 05 de julio de 1961             | Fecha de establecimiento de relaciones diplomáticas. Las Relaciones rompieron en octubre de 1973 y se restauraron en octubre de 1993. |  |
| 24  | Burundi                         | [¿cuándo?]                       | [¿cuándo?]                      | Las Relaciones rompieron en mayo de 1973, y se restauraron en marzo de 1995. |  |
| 25  | Camboya                         | —                                | 30 de agosto de 1960            | Fecha de establecimiento de relaciones diplomáticas. Camboya rompió relaciones en 1975; se restauraron el 5 de octubre de 1993. |  |
| 26  | Camerún                         | —                                | 15 de septiembre de 1960        | Fecha de establecimiento de relaciones diplomáticas. Las relaciones rompieron en octubre de 1973 y se restauraron en agosto de 1986. |  |
| 27  | Canadá                          | —                                | 11 de mayo de 1949              | |  |
| 28  | Cabo Verde                      | —                                | 17 de julio de 1994             | Fecha de establecimiento de relaciones diplomáticas |  |
| 29  | República Centroafricana        | [¿cuándo?]                       | [¿cuándo?]                      | Las relaciones se rompieron en octubre de 1973, fueron retomadas en enero de 1991. |  |
| 30  | Chad                            | —                                | 10 de enero de 1961             | Se establecieron relaciones en 1961, pero rompieron el 28 de noviembre de 1972. En el 2005, surgieron informes de una intención mutua de renovar las relaciones diplomáticas. El 20 de enero de 2019 Chad restablece relaciones diplomáticas con Israel. |  |
| 31  | Chile                           | —                                | 5 de febrero de 1949            | |  |
| 32  | China                           | —                                | 24 de enero de 1992             | La República de China otorgó reconocimiento de jure a Israel el 1 de marzo de 1949. Los dos estados mantienen relaciones diplomáticas hasta el reconocimiento de Israel de la República Popular de China el 8 de enero de 1950. La República Popular China, sin embargo, no corresponde formalmente hasta el eventual establecimiento de relaciones diplomáticas en 1992. |  |
| 33  | Colombia                        | —                                | 1 de febrero de 1949            | El 1 de mayo de 2024, el presidente de Colombia, Gustavo Petro, anunció que su país rompía relaciones diplomáticas con Israel «por tener un Gobierno, por tener un presidente genocida». |  |
| —   | Comoras                         | —                                | —                               | |  |
| 34  | República del Congo             | —                                | 9 de noviembre de 1960          | Fecha de establecimiento de relaciones diplomáticas. Rompió relaciones el 31 de diciembre de 1972, se reanudaron en agosto de 1991. |  |
| 35  | República Democrática del Congo | —                                | 26 de junio de 1960             | Fecha de establecimiento de relaciones diplomáticas. Rompió relaciones el 4 de octubre de 1973, y restaurado el 13 de mayo de 1982. |  |
| 36  | Costa Rica                      | —                                | 19 de junio de 1948             | |  |
| 37  | Costa de Marfil                 | 15 de febrero de 1961            | 24 de mayo de 1961              | Fecha de establecimiento de relaciones diplomáticas. Antes de esta fecha, se habían mantenido relaciones comerciales desde 15 de febrero de 1961. Rompieron relaciones en noviembre de 1973, se reanudan en febrero de 1986. |  |
| 38  | Croacia                         | —                                | 4 de septiembre de 1997         | Fecha de establecimiento de relaciones diplomáticas |  |
| —   | Cuba                            | 14 de enero de 1949              | 18 de abril de 1949             | Cuba rompió relaciones en septiembre de 1973, y el actual gobierno no reconoce a Israel. |  |
| 39  | Chipre                          | —                                | 21 de enero de 1961             | Fecha de establecimiento de relaciones diplomáticas.Los habían acordado el 17 de agosto de 1960, pero el establecimiento final fue pospuesto debido a la presión de las naciones árabes. |  |
| 40  | República Checa                 | —                                | 18 de mayo de 1948              | El reconocimiento se extendió en Checoslovaquia. Relaciones bajo Checoslovaquia se rompieron entre junio de 1967 y febrero de 1990. Se establecieron las relaciones diplomáticas con la República Checa 1 de enero de 1993. |  |
| 41  | Dinamarca                       | 2 de febrero de 1949             | 12 de julio de 1950             | |  |
| —   | Yibuti                          | —                                | —                               | |  |
| 42  | Dominica                        | —                                | enero de 1978                   | Fecha de establecimiento de relaciones diplomáticas |  |
| 43  | República Dominicana            | —                                | 29 de diciembre de 1948         | |  |
| 44  | Ecuador                         | —                                | 17 de mayo de 1948              | |  |
| 45  | Egipto                          | —                                | 26 de marzo de 1979             | Signatario de la Resolución de Jartum. Más tarde se convirtió en el primer estado árabe a reconocer a Israel, con la Tratado de Paz entre Egipto e Israel. |  |
| 46  | El Salvador                     | —                                | 11 de septiembre de 1948        | |  |
| 47  | Guinea Ecuatorial               | [¿cuándo?]                       | [¿cuándo?]                      | Relaciones rompieron en octubre de 1973, y se reanudaron en enero de 1994. |  |
| 48  | Eritrea                         | —                                | 6 de mayo de 1993               | Fecha de establecimiento de relaciones diplomáticas |  |
| 49  | Estonia                         | —                                | 9 de enero de 1992              | Fecha de establecimiento de relaciones diplomáticas |  |
| 50  | Etiopía                         | —                                | 24 de octubre de 1961           | Antes de reconocimiento de jure, Etiopía mantuvo relaciones consulares con Israel desde 1956. Las relaciones se rompieron en octubre de 1973, y se reanudó en noviembre de 1989. |  |
| 51  | Fiyi                            | —                                | agosto de 1970                  | Fecha de establecimiento de relaciones diplomáticas |  |
| 52  | Finlandia                       | 11 de junio de 1948              | 18 de marzo de 1949             | |  |
| 53  | Francia                         | —                                | 24 de enero de 1949             | |  |
| 54  | Gabón                           | —                                | 29 de septiembre de 1993        | Relaciones rompieron en octubre de 1973, y se reanudaron en septiembre de 1993. |  |
| 55  | Gambia                          | —                                | [¿cuándo?]                      | Relaciones rompieron en octubre de 1973, y se reanudaron en septiembre de 1992. |  |
| 56  | Georgia                         | —                                | 1 de junio de 1992              | Fecha de establecimiento de relaciones diplomáticas |  |
| 57  | Alemania                        | 10 de septiembre de 1952         | 12 de mayo de 1965              | Fecha de establecimiento de relaciones diplomáticas. Antes de esto, Alemania firmó el acuerdo de reparaciones con Israel. |  |
| 58  | Ghana                           | —                                | [¿cuándo?]                      | Relaciones rotas en octubre de 1973, y se reanudaron en agosto de 1994. |  |
| 59  | Grecia                          | 15 de marzo de 1949              | 21 de mayo de 1990              | Fecha de establecimiento de relaciones diplomáticas |  |
| 60  | Granada                         | —                                | enero de 1975                   | Fecha de establecimiento de relaciones diplomáticas |  |
| 61  | Guatemala                       | —                                | 19 de mayo de 1948              | |  |
| —   | Guinea                          | —                                | [¿cuándo?]                      | Rompió relaciones con Israel el 12 de junio de 1967. |  |
| 62  | Guinea-Bisáu                    | —                                | marzo de 1994                   | Fecha de establecimiento de relaciones diplomáticas |  |
| 63  | Guyana                          | —                                | [¿cuándo?]                      | Rompió relaciones en marzo de 1974, restauradas en marzo de 1992. |  |
| 64  | Haití                           | 26 de febrero de 1949            | enero de 1950                   | Fecha de establecimiento de relaciones diplomáticas |  |
| 65  | Honduras                        | 11 de septiembre de 1948         | 8 de noviembre de 1948          | |  |
| 66  | Hungría                         | 24 de mayo de 1948               | 1 de junio de 1948              | Relaciones rotas en 1967, y restauradas el 19 de septiembre de 1989. |  |
| 67  | Islandia                        | 11 de febrero de 1949            | [¿cuándo?]                      | |  |
| 68  | India                           | —                                | 17 de septiembre de 1950        | |  |
| —   | Indonesia                       | —                                | —                               | Solamente se puede viajar a Indonesia con una invitación del Departamento de Inmigración de Indonesia. Ciudadanos generales israelíes tienen prohibida la entrada al país. |  |
| —   | Irán                            | 14 de marzo de 1950              | [¿cuándo?]                      | Votó en contra de Plan de Partición de la ONU, reconocido a Israel, pero votó en contra de la admisión de Israel como miembro de la ONU. Relaciones cortadas a finales de 1979. No Acepta Pasaportes Israelíes y los titulares de pasaportes iraníes "no tienen derecho a viajar a la Palestina ocupada" |  |
| —   | Irak                            | —                                | —                               | No acepta pasaportes israelíes. |  |
| 69  | Irlanda                         | 12 de febrero de 1949            | mayo de 1963                    | |  |
| 70  | Italia                          | 8 de febrero de 1949             | [¿cuándo?]                      | |  |
| 71  | Jamaica                         | enero de 1962                    | —                               | |  |
| 72  | Japón                           | —                                | 15 de mayo de 1952              | |  |
| 73  | Jordania                        | —                                | 26 de octubre de 1994           | Signatario de la Declaración de Jartum. Reconoce a Israel en el tratado de paz entre Israel y Jordania. |  |
| 74  | Kazajistán                      | —                                | 10 de abril de 1992             | Fecha de establecimiento de relaciones diplomáticas |  |
| 75  | Kenia                           | —                                | diciembre de 1963               | Relaciones rompieron en noviembre de 1973, se reanudaron en diciembre de 1988. |  |
| 76  | Kiribati                        | —                                | 21 de mayo de 1984              | Fecha de establecimiento de relaciones diplomáticas |  |
| —   | Corea del Norte                 | —                                | —                               | |  |
| 77  | Corea del Sur                   | —                                | 10 de abril de 1962             | Fecha de establecimiento de relaciones diplomáticas |  |
| —   | Kuwait                          | —                                | —                               | No acepta pasaportes israelíes. |  |
| 78  | Kirguistán                      | —                                | marzo de 1992                   | |  |
| 79  | Laos                            | —                                | febrero de 1957                 | Fecha de establecimiento de relaciones diplomáticas. Laos rompió relaciones en 1973, y los restauró el 6 de diciembre de 1993. |  |
| 80  | Letonia                         | —                                | 6 de enero de 1992              | Fecha de establecimiento de relaciones diplomáticas |  |
| —   | Líbano                          | —                                | —                               | No acepta pasaportes israelíes. Se le negara la entrada a los titulares de pasaportes con visado o sello israelí. |  |
| 81  | Lesoto                          | —                                | [¿cuándo?]                      | |  |
| 82  | Liberia                         | 11 de febrero de 1949            | [¿cuándo?]                      | Relaciones rompieron en noviembre de 1973, y se reanudaron en agosto de 1983. |  |
| —   | Libia                           | —                                | —                               | No acepta pasaportes israelíes. |  |
| 83  | Liechtenstein                   | —                                | enero de 1992                   | |  |
| 84  | Lituania                        | —                                | 8 de enero de 1992              | Fecha de establecimiento de relaciones diplomáticas |  |
| 85  | Luxemburgo                      | 11 de mayo de 1949               | 16 de enero de 1950             | |  |
| 86  | Macedonia del Norte             | —                                | 7 de diciembre de 1995          | Fecha de establecimiento de relaciones diplomáticas |  |
| 87  | Madagascar                      | —                                | enero de 2012                   | Relaciones rotas en octubre de 1973, y se reanudaron en enero de 1994. |  |
| 88  | Malaui                          | —                                | julio de 1964                   | Fecha de establecimiento de relaciones diplomáticas |  |
| —   | Malasia                         | —                                | —                               | No admite a los titulares de pasaportes israelíes sin el permiso por escrito del gobierno |  |
| 89  | Maldivas                        | —                                | 25 de septiembre de 2009        | Fecha de establecimiento de relaciones diplomáticas |  |
| —   | Mali                            | —                                | enero de 2012                   | Relaciones se cortaron el 5 de enero de 1973. |  |
| 90  | Malta                           | enero de 1965                    | diciembre de 1965               | Fecha de establecimiento de relaciones diplomáticas |  |
| 91  | Islas Marshall                  | —                                | 16 de septiembre de 1987        | |  |
| 92  | Mauritania                      | —                                | 28 de octubre de 1999           | Relaciones fueron suspendidas el 6 de marzo de 2009, y cortadas el 21 de marzo de 2010. |  |
| 93  | Mauricio                        | —                                | [¿cuándo?]                      | rompió relaciones en julio de 1976, restaurado en septiembre de 1993. |  |
| 94  | México                          | 11 de mayo de 1949               | 4 de abril de 1952              | |  |
| 95  | Micronesia                      | —                                | 23 de noviembre de 1988         | Fecha de establecimiento de relaciones diplomáticas |  |
| 96  | Moldavia                        | —                                | 22 de junio de 1992             | |  |
| 97  | Mónaco                          | —                                | enero de 1964                   | |  |
| 98  | Mongolia                        | —                                | 2 de octubre de 1991            | |  |
| 99  | Montenegro                      | —                                | 12 de julio de 2006             | |  |
| 100 | Marruecos                       | 1 de septiembre de 1994          | —                               | 22 de diciembre de 2020 |  |
| 101 | Mozambique                      | —                                | 23 de julio de 1993             | |  |
| 102 | Birmania                        | —                                | 13 de julio de 1953             | Relaciones diplomáticas establecidas |  |
| 103 | Namibia                         | —                                | 11 de febrero de 1994           | |  |
| 104 | Nauru                           | —                                | diciembre de 1994               | |  |
| 105 | Nepal                           | —                                | 1 de junio de 1960              | Fecha de establecimiento de relaciones diplomáticas |  |
| 106 | Países Bajos                    | 11 de mayo de 1949               | 16 de enero de 1950             | |  |
| 107 | Nueva Zelanda                   | 29 de enero de 1949              | [¿cuándo?]                      | |  |
| 108 | Nicaragua                       | —                                | 18 de mayo de 1948              | En junio de 2010, Nicaragua suspendió las relaciones diplomáticas con Israel y las restableció en marzo de 2017. Las relaciones se rompieron nuevamente en octubre de 2024. |  |
| —   | Níger                           | —                                | —                               | Las relaciones se cortaron el 4 de enero de 1973. |  |
| 109 | Nigeria                         | 1960                             | noviembre de 2011               | Relaciones rotas en octubre de 1973, se reanudaron en mayo de 1992. |  |
| 110 | Noruega                         | —                                | 4 de febrero de 1949            | |  |
| —   | Omán                            | 28 de enero de 1996              | —                               | No acepta pasaportes israelíes. |  |
| —   | Pakistán                        | —                                | —                               | No acepta pasaportes israelíes y pasaportes paquistaníes no son válidos para viajar a Israel. |  |
| 111 | Palaos                          | —                                | 2 de octubre de 1994            | |  |
| 112 | Panamá                          | —                                | 19 de junio de 1948             | |  |
| 113 | Papúa Nueva Guinea              | —                                | [¿cuándo?]                      | |  |
| 114 | Paraguay                        | 6 de septiembre de 1948          | 7 de septiembre de 1948         | |  |
| 115 | Perú                            | —                                | 9 de febrero de 1949            | |  |
| 116 | Filipinas                       | 11 de mayo de 1949               | 13 de mayo de 1957              | |  |
| 117 | Polonia                         | —                                | 18 de mayo de 1948              | Las relaciones se rompieron en 1967, restauradas en febrero de 1990. |  |
| 118 | Portugal                        | 12 de mayo de 1977               | [¿cuándo?]                      | |  |
| —   | Catar                           | abril de 1996                    | —                               | En abril de 1996, Catar e Israel acordaron intercambiar oficinas de representación comercial. Oficinas comerciales se cerraron en febrero de 2009. |  |
| 119 | Rumania                         | 11 de junio de 1948              | 12 de junio de 1948             | |  |
| 120 | Rusia                           | —                                | 17 de mayo de 1948              | Reconocimiento extendido como la Unión Soviética. Relaciones rotas en 1967, restauradas el 19 de octubre de 1991. |  |
| 121 | Ruanda                          | —                                | [¿cuándo?]                      | Relaciones rompieron en octubre de 1973, y se restauraron en octubre de 1994. |  |
| 122 | San Cristóbal y Nieves          | —                                | enero de 1984                   | Fecha de establecimiento de relaciones diplomáticas |  |
| 123 | Santa Lucía                     | —                                | enero de 1979                   | Fecha de establecimiento de relaciones diplomáticas |  |
| 124 | San Vicente y las Granadinas    | —                                | enero de 1981                   | Fecha de establecimiento de relaciones diplomáticas |  |
| 125 | Samoa                           | —                                | junio de 1977                   | Fecha de establecimiento de relaciones diplomáticas |  |
| 126 | San Marino                      | —                                | 1 de marzo de 1995              | |  |
| 127 | Santo Tomé y Príncipe           | —                                | noviembre de 1993               | Fecha de establecimiento de relaciones diplomáticas |  |
| —   | Arabia Saudita                  | —                                | —                               | No acepta pasaportes israelíes. |  |
| 128 | Senegal                         | 1960                             | —                               | Relaciones rotas en octubre de 1973, y se reanudaron en agosto de 1994. |  |
| 129 | Serbia                          | 18 de mayo de 1948               | 19 de mayo de 1948              | El reconocimiento se extendió como Yugoslavia. Relaciones Diplomáticas establecidas 9 de octubre de 1991. |  |
| 130 | Seychelles                      | —                                | septiembre de 1992              | Fecha de establecimiento de relaciones diplomáticas |  |
| 131 | Sierra Leona                    | —                                | [¿cuándo?]                      | Relaciones rotas en octubre de 1973, y se reanudaron en mayo de 1992. |  |
| 132 | Singapur                        | —                                | 11 de mayo de 1969              | Fecha de establecimiento de relaciones diplomáticas |  |
| 133 | Eslovaquia                      | —                                | 18 de mayo de 1948              | El reconocimiento se extendió en Checoslovaquia. Relaciones bajo Checoslovaquia se rompieron entre junio de 1967 y febrero de 1990. Se establecieron las relaciones diplomáticas con República Eslovaca 1 de enero de 1993. |  |
| 134 | Eslovenia                       | —                                | 28 de abril de 1992             | |  |
| 135 | Islas Salomón                   | —                                | enero de 1989                   | |  |
| —   | Somalia                         | —                                | —                               | No acepta pasaportes israelíes.[cita requerida] |  |
| 136 | Sudáfrica                       | 24 de mayo de 1948               | 14 de mayo de 1949              | |  |
| 137 | Sudán del Sur                   | —                                | 28 de julio de 2011             | Fecha de establecimiento de relaciones diplomáticas. |  |
| 138 | España                          | 17 de enero de 1986              | [¿cuándo?]                      | |  |
| 139 | Sri Lanka                       | 16 de septiembre de 1950         | [¿cuándo?]                      | |  |
| —   | Sudán                           | —                                | —                               | No acepta pasaportes israelíes. |  |
| 140 | Surinam                         | —                                | febrero de 1976                 | |  |
| 141 | Suazilandia                     | —                                | septiembre de 1968              | |  |
| 142 | Suecia                          | 15 de febrero de 1949            | 13 de junio de 1950             | |  |
| 143 | Suiza                           | 28 de enero de 1949              | 18 de marzo de 1949             | |  |
| —   | Siria                           | —                                | —                               | No acepta pasaportes israelíes. |  |
| 144 | Tayikistán                      | —                                | abril de 1992                   | |  |
| 145 | Tanzania                        | —                                | [¿cuándo?]                      | Relaciones rotas en octubre de 1973, y se reanudaron en febrero de 1995. |  |
| 146 | Tailandia                       | 26 de septiembre de 1950         | [¿cuándo?]                      | |  |
| 147 | Timor Oriental                  | —                                | 29 de agosto de 2002            | |  |
| 148 | Togo                            | —                                | [¿cuándo?]                      | Relaciones cortaron en septiembre de 1973, y restaurado en junio de 1987. |  |
| 149 | Tonga                           | —                                | junio de 1977                   | Fecha de establecimiento de relaciones diplomáticas |  |
| 150 | Trinidad y Tobago               | enero de 1962                    | —                               | |  |
| —   | Túnez                           | 3 de octubre de 1994             | —                               | |  |
| 151 | Turquía                         | 28 de marzo de 1949              | 12 de marzo de 1950             | En septiembre de 2011, Turquía ha rebajado los lazos con Israel a segundo nivel de secretaria. |  |
| 152 | Turkmenistán                    | —                                | 6 de octubre de 1993            | Fecha de establecimiento de relaciones diplomáticas |  |
| 153 | Tuvalu                          | —                                | julio de 1984                   | Fecha de establecimiento de relaciones diplomáticas |  |
| 154 | Uganda                          | —                                | [¿cuándo?]                      | Rompió relaciones el 30 de marzo de 1972 y restaurado en julio de 1994. |  |
| 155 | Ucrania                         | 11 de mayo de 1949               | 26 de diciembre de 1991         | |  |
| 156 | Emiratos Árabes Unidos          | —                                | 15 de septiembre de 2020        | Fecha de establecimiento de las relaciones diplomáticas. |  |
| 157 | Reino Unido                     | 13 de mayo de 1949               | 28 de abril de 1950             | |  |
| 158 | Estados Unidos                  | 14 de mayo de 1948               | 31 de enero de 1949             | |  |
| 159 | Uruguay                         | —                                | 19 de mayo de 1948              | |  |
| 160 | Uzbekistán                      | —                                | 21 de febrero de 1992           | Relaciones diplomáticas completas establecidas. |  |
| 161 | Vanuatu                         | —                                | 16 de diciembre de 1993         | Fecha de establecimiento de relaciones diplomáticas |  |
| 162 | Venezuela                       | —                                | 27 de junio de 1948             | Relaciones rompieron en enero de 2009. |  |
| 163 | Vietnam                         | —                                | 12 de julio de 1993             | Fecha de establecimiento de relaciones diplomáticas |  |
| —   | Yemen                           | —                                | —                               | No acepta pasaportes israelíes. |  |
| 164 | Zambia                          | —                                | [¿cuándo?]                      | Relaciones rotas en octubre de 1973, y se reanudaron en diciembre de 1991. |  |
| 165 | Zimbabue                        | —                                | 26 de noviembre de 1993         | Fecha de establecimiento de relaciones diplomáticas |  |

### Estados no miembros de las Naciones Unidas
| Estado             | Fecha de reconocimiento | Notas                                                                                              |
| ------------------ | ----------------------- | -------------------------------------------------------------------------------------------------- |
| Islas Cook         | 2008                    | |
| Kosovo             | 2020                    | |
| Palestina          | 1993                    | Signatario de la Declaración de Jartum. Reconocimiento de Israel como parte del Acuerdo de Oslo I. |
| República de China | 1 de marzo de 1949      | |
| Santa Sede         | 15 de junio de 1994     | |